# 람보르기니 우라코
람보르기니 우라코(Lamborghini Urraco)는 이탈리아의 자동차 제조업체 람보르기니가 1970년대에 발표하여 판매한 스포츠 자동차이다. 1970년에 토리노 오토쇼에서 공개가 됐는데 실제로 판매를 시작한 것은 3년이 더 흐른 1973년부터였다.
우라코는 2+2 쿠페로써, 베르토네의 마르첼로 간디니가 디자인했다. 이 당시 마르첼로는 람보르기니와 자유계약 상태였다. 우라코는 다른 슈퍼카들과 다르게 조금 더 합리적인 가격에 더 많은 사람들에게 판매하려는 자동차였다. 람보르기니에 돈이 될 만하다는 마케팅의 성격은 미우라와 같았지만, 미우라와는 다르게 가격만큼은 합리적이었다. 또한 같은 시대에 등장한 페라리 디노나 마세라티 메락의 대안적인 자동차였다.
1979년에 791대를 생산하고 생산이 끝났다. 이 중에 21대는 우라코 PIII라는 이름을 사용했으며 'P250 티포 lll'라는 다른 이름도 사용하여 미국에 수출됐다. 미국의 수입차 규정을 따르기 위해 훨씬 더 큰 앞 범퍼를 장착하고 배출가스를 더 줄였으며, 출력도 미국 규정에 맞추려고 줄었다. 우라코 P200, 우라코 P250, 우라코 P300 등의 다른 버전이 있으며 각각 2리터 엔진, 2.5리터 엔진, 3리터 엔진을 장착하고 있다. 엔진은 모두 람보르기니가 만든 8기통이다.
람보르기니 실루엣과 마찬가지로 분리할 수 있는 지붕 패널을 갖고 있었으며, 후속세대 람보르기니 잘파에게 3.5리터 V8 엔진을 물려주기도 했다.

## 텔레비전 출연
2005년 4월 12일, 영국의 TV 프로그램 탑기어에 우라코가 경쟁 차종들과 함께 출연했다. 우라코와 경쟁한 자동차는 당연히 앞서 설명한 페라리 디노와 마세라티 메락이었다. 이 부분은 글로써 설명하기 난해한 부분이라 직접 동영상을 봐야 한다. 제임스 메이(James May)는 10,000 파운드를 주고서 "슈퍼카"를 구매했다. 그가 구매한 슈퍼카는 당연히 람보르기니 우라코였으며, "자동차에 전기 부품이 큰 문제를 일으켰다."고 말하며 견인차에 싣고 등장했다. 다른 출연자들과 함께 자동차를 타고 시내 주행을 했는데, 우라코는 결국 고장이 나버려서 견인차에 다시 실리는 황당한 광경이 펼쳐졌다.(다른 차들 역시 마찬가지로 상태가 좋지 않았다.) 방송 중간에 제임스는 지나가는 사람에게 "이건 키트 카(자동차 주인이 직접 조립해서 제작하는 자동차. 영국의 TVR이 유명하다)가 아니라 람보르기니야"라고 말을 했고, 잠시 후 나지막히 "정신 나간 놈"이라는 말도 했다.

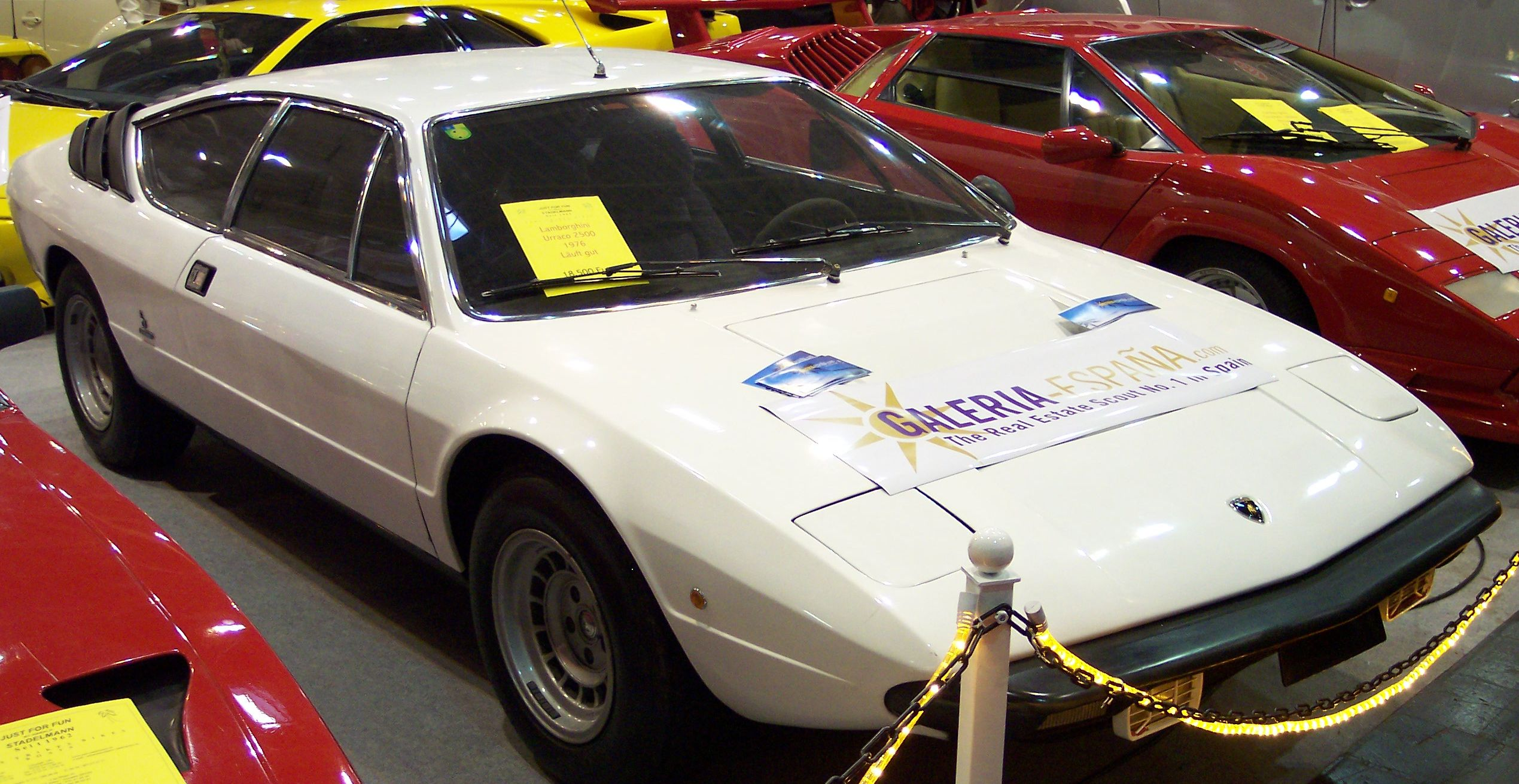
람보르기니 우라코

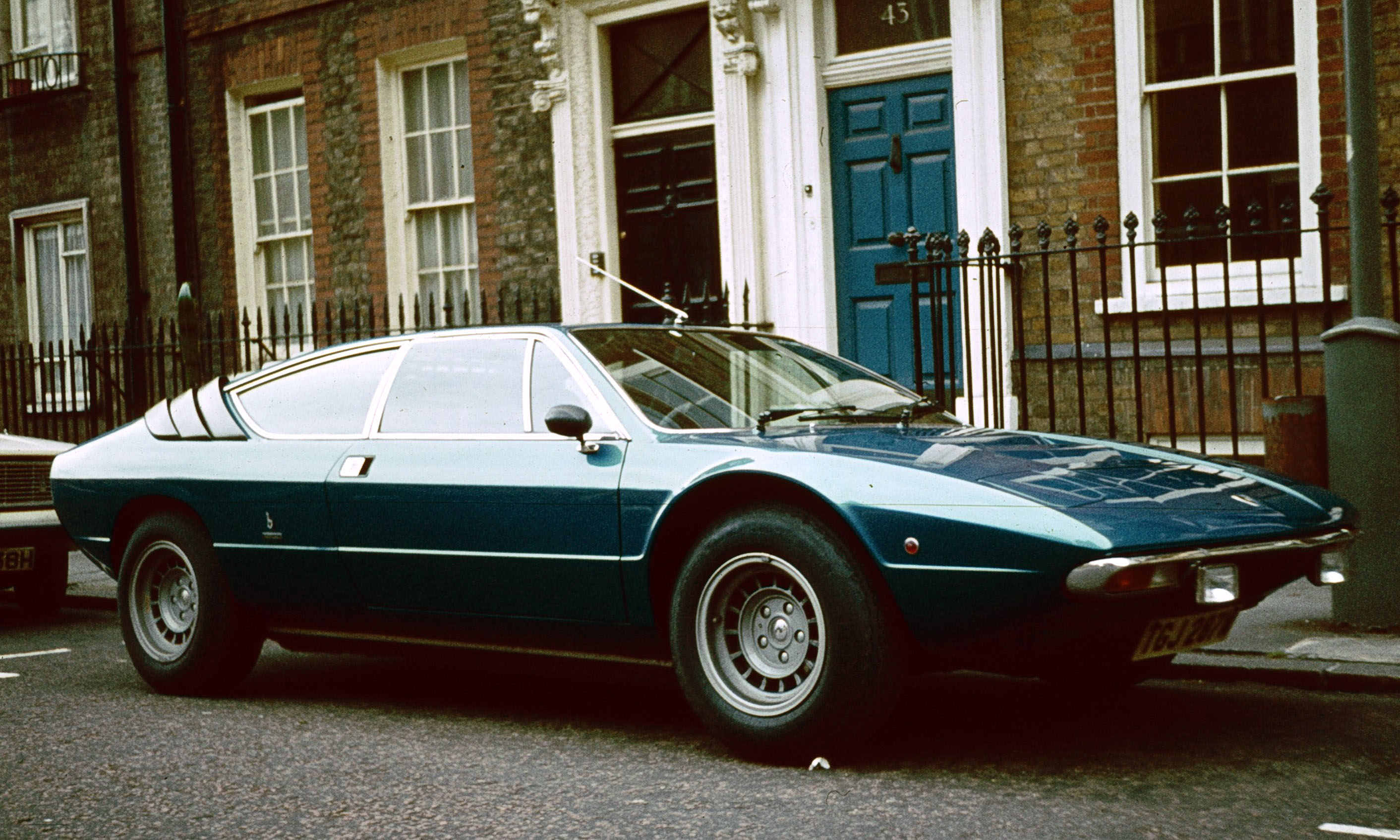
측면에서 본 람보르기니 우라코